# Heinrich Paulus

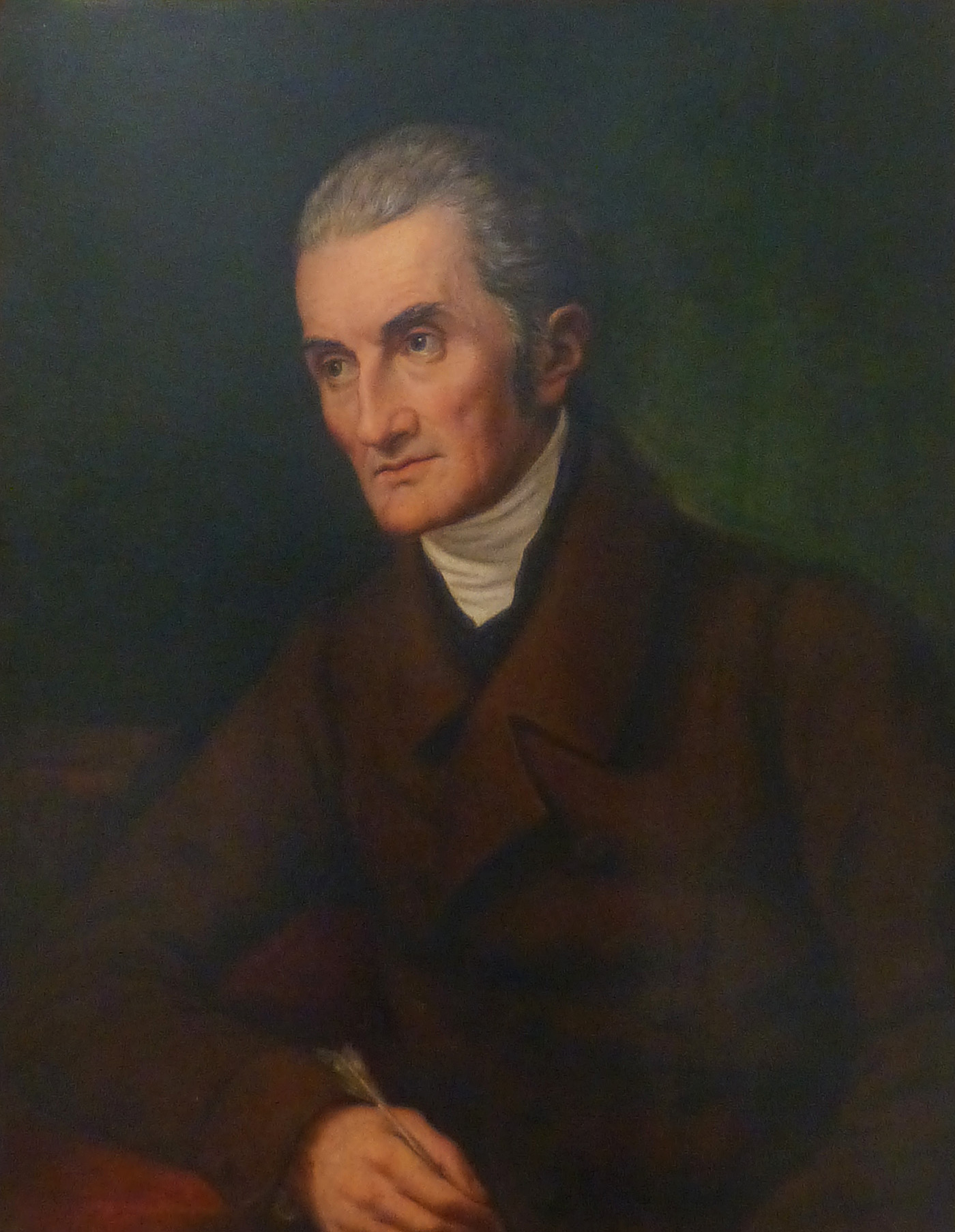
Heinrich Eberhard Gottlob Paulus

Heinrich Eberhard Gottlob Paulus, född den 1 september 1761 i Leonberg i Württemberg, död den 10 augusti 1851 i Heidelberg, var en tysk teolog.
Paulus blev 1789 professor i orientaliska språk i Jena och 1793 teologie professor där. 1803 blev han teologie professor i Würzburg, och efter att under mellantiden ha beklätt olika befattningar mottog han 1811 kallelsen till teologie professor i Heidelberg, där han tjänstgjorde till 1844. 
Paulus, som räknas som rationalismens mest typiske representant på exegetikens område, representerar en strängt förståndsmässig riktning i sina många skrifter, bland vilka märks Philologisch-kritischer Kommentar über das Neue Testament (4 band, 1800-04; andra upplagan 1804-08) och Exegetisches Handbuch über die drei ersten Evangelien (3 band, 1830-33). 
I dessa arbeten söker han till exempel vid alla de i evangelierna förekommande underberättelserna göra gällande den så kallade "naturliga interpretationen", i det han förklarar uppfattningen av ifrågavarande tilldragelser som underverk bero blott på missförstånd av det skildrade sakförhållandet. 
Paulus kommentar underkastades redan under författarens livstid en dräpande kritik av Strauss, som i stället för den naturliga förklaringen gjorde gällande den mytiska. Paulus stod hela sin levnad igenom som den renodlade rationalismens banerförare, utan att beröras av de djupgående filosofiska, etiska och religiösa förändringar, som han fick bevittna.